# Pátria Minha
Pátria Minha (em Portugal, Vidas Cruzadas) é uma telenovela brasileira produzida e exibida pela TV Globo de 18 de julho de 1994 a 10 de março de 1995, em 203 capítulos. Substituiu Fera Ferida e foi substituída por A Próxima Vítima, sendo a 49ª "novela das oito" exibida pela emissora.  
Teve a autoria de Gilberto Braga, com colaboração de Alcides Nogueira, Leonor Bassères, Sérgio Marques e Ângela Carneiro, e dirigida por Roberto Naar, Ary Coslov e Alexandre Avancini, contou com a direção geral e núcleo de Dennis Carvalho. 
Contou com Tarcísio Meira, Vera Fischer, José Mayer, Eva Wilma, Renata Sorrah, Marieta Severo, Fábio Assunção e Cláudia Abreu nos papéis centrais da trama.

## Enredo
Alice (Cláudia Abreu), uma estudante idealista, presencia um atropelamento causado pelo poderoso empresário Raul Pelegrini (Tarcísio Meira), um homem inescrupuloso, arrogante e prepotente, que não mede esforços para conseguir o que deseja. Pressionada a testemunhar a favor dele, ela recusa todas as tentativas de suborno do empresário, instaurando assim o confronto entre ambos. Lídia Laport (Vera Fischer), uma alpinista social, abomina a pobreza e almeja ser rica e bem-sucedida a qualquer custo. Ela foi casada por muitos anos com Max Laport (Carlos Vereza), com quem teve o jovem Rodrigo (Fábio Assunção), namorado de Alice. Disposta a alcançar o que deseja, Lídia se aproxima da aristocrata Teresa (Eva Wilma), esposa de Raul, com a intenção de destruir o seu casamento e se tornar a nova esposa do milionário. Enquanto isso, Pedro (José Mayer) regressa ao Brasil depois de longa temporada como imigrante ilegal nos Estados Unidos, encontrando o pai Deodato (Ivan Cândido) e os irmãos Inácio (Felipe Camargo) e Joel (André Pimentel) vivendo em uma favela. 
Com o apoio de Alice, Pedro lidera uma revolta contra Raul, que ordenara a desocupação do terreno da favela em que a família de Pedro e outros moradores desabrigados haviam decidido se instalar. Lídia fica balançada entre uma vida fútil, com conforto material, ao lado de Raul, e um grande amor sem segurança financeira ao lado de Pedro, sua antiga paixão. Loreta (Marieta Severo), sobrinha de Raul, é uma viúva interesseira sustentada pelo tio, a qual vive armando planos para se dar bem, além de Gustavo (Kadu Moliterno), filho de Raul, que trabalha com o pai. No passado, ele teve um romance com Natália (Renata Sorrah), o qual rendeu um fruto: Alice, a principal adversária de Raul e também sua neta desconhecida. 

## Elenco
| Interprete             | Personagem                                |
| ---------------------- | ----------------------------------------- |
| Tarcísio Meira         | Raul Ramos Pelegrini                      |
| Vera Fischer           | Lídia Thompson Laport                     |
| José Mayer             | Pedro Fonseca                             |
| Cláudia Abreu          | Alice Proença                             |
| Fábio Assunção         | Rodrigo Thompson Laport                   |
| Marieta Severo         | Loreta Ramos Pelegrini Vilela             |
| Eva Wilma              | Teresa Godoy Ramos Pelegrini              |
| Carlos Zara            | Evandro Garcia de Aboim                   |
| Renata Sorrah          | Natália Proença                           |
| Carlos Vereza          | Max Laport                                |
| Renée de Vielmond      | Marina Araújo Garcia de Aboim (Marininha) |
| Luíza Tomé             | Isabel Nogueira                           |
| Nuno Leal Maia         | Osmar Fernandes Lins                      |
| Petrônio Gontijo       | Murilo Henrique Pelegrini Vilela          |
| Lília Cabral           | Simone Barcelos                           |
| Isadora Ribeiro        | Cilene Miranda                            |
| Deborah Evelyn         | Bárbara Godoy Ramos                       |
| Débora Duarte          | Karmita Bevilaqua                         |
| Felipe Camargo         | Inácio Fonseca                            |
| Rodolfo Bottino        | Heitor Ataíde                             |
| Pedro Cardoso          | Albano Mendes Campelo                     |
| Aléxia Deschamps       | Alexandra Peres                           |
| Fernando Eiras         | Prof. Dirceu Bevilaqua                    |
| Ivan Cândido           | Deodato Fonseca                           |
| Rosita Thomaz Lopes    | Úrsula Ramos Pelegrini                    |
| Odete Lara             | Walkíria Mayrinck                         |
| Paula Lavigne          | Flávia Garcia de Aboim                    |
| Chica Xavier           | Zilá de Paiva Rangel                      |
| Zeni Pereira           | Isaura Lopes dos Santos                   |
| Clementino Kelé        | Avelino de Paiva Rangel                   |
| Alexandre Moreno       | Kennedy                                   |
| Stepan Nercessian      | Devair Dias de Aguiar                     |
| Yaçanã Martins         | Gracinda Dias de Aguiar                   |
| Jarbas Toledo          | Mordomo Breno Barcelos                    |
| Rodrigo Santoro        | Fernando Ferreira de Abreu (Nando)        |
| Cássia Linhares        | Luciana Caldeiras                         |
| Nildo Parente          | Dr. Fausto Liberal                        |
| Emílio de Mello        | Dr. Hélio Pastor                          |
| Isabel Fillardis       | Yone Ribeiro                              |
| José D'Artagnan Júnior | Aderbal Mesquita                          |
| Fátima Freire          | Iracema Mesquita                          |
| Lu Mendonça            | Lourdes                                   |
| André Pimentel         | Joel Fonseca                              |
| Cláudia Rangel         | Sheila                                    |
| Janaina Diniz          | Rita                                      |
| Paula Leal             | Juraci                                    |
| Maria Rita Freire      | Vanda                                     |

### Participações especiais
| Interprete              | Personagem                     |
| ----------------------- | ------------------------------ |
| Patrícia Pillar         | Ester Cavalcanti Fonseca       |
| Kadu Moliterno          | Gustavo Godoy Ramos Pelegrini  |
| Carolina Ferraz         | Beatriz Garcia de Aboim        |
| Aracy Balabanian        | Rosário Pires                  |
| Fúlvio Stefanini        | Rafael Novais                  |
| Flávia Alessandra       | Cláudia                        |
| Gianfrancesco Guarnieri | Waldomiro Bezerra de Quental   |
| Cláudio Corrêa e Castro | Valdomiro Bezerra de Quental   |
| José Lewgoy             | Ronaldo Pires                  |
| Paulo Reis              | Ciro                           |
| Carlos Kroeber          | Cristiano                      |
| Eduardo Caldas          | Gabriel Fonseca                |
| Bete Mendes             | Zuleica                        |
| Bruno Garcia            | José Luiz                      |
| Antônio Grassi          | Carlos                         |
| Tonico Pereira          | Delegado de polícia            |
| Eduardo Tornaghi        | delegado                       |
| Eduardo Conde           | Lauro                          |
| Flávia Bonato           | Daniela Mendes Perdigão        |
| Luciano Vianna          | Ronaldo Paiva Vasconcelos      |
| Fábio Pillar            | Etevaldo                       |
| Rodrigo Santiago        | Marcos Sampaio                 |
| Jane Bezerra            | Carlota                        |
| Patrícia Novaes         | Marilu                         |
| Constância Lavíola      | Neide (amiga de Ester nos EUA) |
| Danielle Winitz         | Atriz da novela                |
| Karla Muga              | Celine                         |
| Malu Galli              | Nanci                          |
| Tony Tornado            | Custódio                       |
| Fábio Villa Verde       | Repórter José Meireles         |
| Maria Lúcia Dahl        | Luísa                          |
| Márcio Ehlich           |                                |
| Renata Castro Barbosa   | Fernanda                       |
| Rafael Ponzi            | Queiroz                        |
| Luigi Baricelli         | Dudu                           |

## Produção
A proposta de Pátria Minha era abordar questões éticas e morais, assim como tramas anteriores de Gilberto Braga, focadas na corrupção: Vale Tudo, de 1988, e O Dono do Mundo, de 1991. A antecessora no horário das oito, Fera Ferida, foi esticada para que Pátria Minha só estreasse depois da final da Copa do Mundo FIFA de 1994. No último capítulo de Fera Ferida, o cinema de Tubiacanga (cenário daquela novela) anunciava num cartaz a estreia de Pátria Minha. O autor Gilberto Braga demonstrou preocupação quanto ao avanço dos números de casos de AIDS no país, tanto que ele buscou conscientizar as pessoas para o uso de preservativos. O tema foi citado sempre que possível nos diálogos.
Temas como os brasileiros que trabalham nos Estados Unidos, a moradia, o racismo e o adultério, tanto masculino como feminino, foram explorados, tendo sido, também, mostrados tabus como a virgindade e a primeira experiência sexual, como a cena de sexo com o namorado na casa dos pais e o diálogo entre pais e filhos. Antes de se tornar atriz, Taís Araújo aparecia rapidamente na abertura de Pátria Minha, a sua primeira personagem foi em Tocaia Grande, na Rede Manchete. Carlos Vereza interpretou o boa-vida Max Laport, pai de Rodrigo (Fábio Assunção) e ex-marido de Lídia (Vera Fischer), mas esse personagem, por haver sido cômico, não ocasionou a menor polêmica, diferentemente de Raul, que, em dada cena, chamou Kennedy (Alexandre Moreno) de "negro safado". Voltando, porém, a Max, este chamava Osmar (Nuno Leal Maia) de "primata".
Fúlvio Stefanini interpretou o amante de Teresa, Rafael, o qual deixou um bilhete para ela. Para quê? Acabou nas mãos de Raul, que se divorciou dela, não se cansando de chamá-la de adúltera. 
A atriz Vera Fischer teve fortes desentendimentos com Felipe Camargo (seu marido na época). Isso gerou uma série de problemas, entre eles a falta de disciplina, atrasos e faltas às gravações por parte de Vera. Mediante isso, ela correu o risco de ser afastada da novela, mas depois ela voltou a gravar algumas cenas. Após se recusarem a se encontrar nos estúdios, Gilberto Braga inventou um incêndio e carbonizou os personagens de Vera e de Felipe. A justificativa para o afastamento definitivo dos atores foi que a indisciplina deles estava prejudicando o ritmo das gravações.
Para substituir a personagem de Fischer, Gilberto Braga criou a personagem Isabel e a emissora cotou Bruna Lombardi para o papel, porém a atriz alegou outros compromissos e não aceitou o papel. Luiza Tomé foi a escolhida para substituí-la. A modelo Marta Moesch fez dublê de corpo de Lídia Laport, interpretada por Vera Fischer, quando esta se levantou no meio da noite para tomar um banho de mar, nua. Anteriormente, já havia sido dublê de corpo de Vera na minissérie Riacho Doce, de 1990.

## Exibição

### Exibição Internacional
Foi exibida, entre outros países, na Bolívia, no Chile, na Colômbia, na Guatemala, em Honduras, na Indonésia, na Nicarágua, no Panamá, no Paraguai, em Portugal, na Rússia, no Uruguai e Venezuela.

### Outras Mídias
Em 9 de outubro de 2023, foi disponibilizada na íntegra pelo Globoplay, como parte do Projeto Resgate.

## Audiência
Com baixa audiência e problemas para se estabilizar, Patria Minha registrava menores índices que as "novelas das sete" A Viagem e Quatro por Quatro e, algumas vezes, menor que a "novela das seis" Tropicaliente. Seu último capítulo registrou 55 pontos, 7 a menos que a antecessora, Fera Ferida. Nos dias 24 de dezembro e 31 de dezembro, a novela registrou sua menor média: 28 pontos em ambos os dias. Teve uma média geral de audiência de 44 pontos, 9 a menos que a antecessora e muito abaixo da expectativa para o horário, que era de 50 pontos na época.

## Prêmios
| Ano  | Prêmio          | Categoria                | Indicado       | Resultado | Fonte  |
| ---- | --------------- | ------------------------ | -------------- | --------- | ------ |
| 1995 | Troféu Imprensa | Melhor ator              | Tarcísio Meira | Venceu    | [ 11 ] |
| 1995 | Troféu APCA     | Melhor atriz Coadjuvante | Marieta Severo | Venceu    | [ 11 ] |

## Trilha sonora

### Trilha sonora nacional
Capa: Cláudia Abreu
1. "A Novidade" - Gilberto Gil (tema de Alice)
2. "Você" - Maria Bethânia (tema de Alice e Rodrigo)
3. "Partners" - Cássia Eller (tema de Rodrigo)
4. "Razão de Viver" - Emílio Santiago (tema de Max e Marininha)
5. "Debaixo dos Caracóis dos Seus Cabelos" - Caetano Veloso (tema de Lídia e Pedro)
6. "O Amor Dorme" - Os Paralamas do Sucesso (tema de Nando)
7. "Errática" - Gal Costa (tema de Natália)
8. "Beatriz" - Milton Nascimento (tema de Beatriz)
9. "Falando de Amor" - Edu Lobo (tema de Teresa)
10. "Nada a Perder" - Danilo Caymmi (tema de Lídia)
11. "Haiti" - Caetano Veloso e Gilberto Gil (tema do núcleo dos pobres)
12. "Surf Board" - Tom Jobim (tema de locação: Rio de Janeiro)
13. "Onde o Céu Azul é Mais Azul" - Felicidade Suzy (tema de Pedro)
14. "Onde o Céu Azul é Mais Azul" - Instrumental (tema de abertura)

### Trilha sonora internacional
Capa: Fábio Assunção
A trilha sonoroa começou a ser executada a partir do capítulo 96 no encerramento da novela, tendo como a primeira faixa a ser apresentada, Games people play - Inner Circle.
1. "All By Myself" - Sheryl Crow (tema de Alice e Rodrigo)
2. "She's Beautiful" - Double You (tema de Natália)
3. "I'll Make Love to You" - Boyz II Men (tema de Pedro e Isabel)
4. "Games People Play" - Inner Circle (tema de locação: Rio de Janeiro)
5. "Breathe Again" - Toni Braxton (tema de Raul e Cilene)
6. "Return to Innocence" - Enigma (tema de Isabel)
7. "Ne Me Quitte Pas" - Ângela Ro Ro (tema de Loreta)
8. "Everybody" - DJ Bobo (tema de locação: boates)
9. "Mmm Mmm Mmm Mmm" - Crash Test Dummies (tema de Heitor)
10. "Sweet Dreams" - La Bouche
11. "Send In The Clowns" - Renato Russo (tema de Max e Marininha)
12. "Per Lei" - Riccardo Cocciante (tema de Lídia)
13. "State Of To Heart" - West End Girls (tema de Yone)
14. "Under The Illusion" - Peter Valentine (tema de Raul e Lídia)